# Левек, Шарль
Шарль Левек (люкс. Charles Leweck;род. 19 июля 1983, Люксембург) — люксембургский футболист, выступал на позиции полузащитника.

## Карьера
Левек начал свою футбольную карьеру в молодежной команде «Янг Бойз» (Дикирх) , а в 2003 году перешёл в «Этцелла». В дебютном сезоне стал финалистом Кубка Люксембурга. В 2010 году перешёл в клуб «Женесс» (Эш), где отыграл один сезон. После окончания сезона вернулся в клуб «Этцелла». 

### Сборная
В период с 2004 по 2013 года выступал за сборную Люксембурга. Дебютировал 24 февраля 2004 года в товарищеском матче против сборной Фарерских островов. В отборочных турнирах на Чемпионат мира за сборную сыграл 13 матчей.

## Личная жизнь
Есть старший брат — Альфонс Левек, выступал за сборную Люксембурга по футболу.

## Статистика

### Матчи за сборную
| Матчи Левека за сборную Люксембурга | Матчи Левека за сборную Люксембурга | Матчи Левека за сборную Люксембурга | Матчи Левека за сборную Люксембурга | Матчи Левека за сборную Люксембурга | Матчи Левека за сборную Люксембурга |
| №                                   | Дата                                | Соперник                            | Счёт                                | Голы                                | Соревнование                        |
| ----------------------------------- | ----------------------------------- | ----------------------------------- | ----------------------------------- | ----------------------------------- | ----------------------------------- |
| 1                                   | 24 февраля 2004                     | Фарерские острова                   | 2:4                                 | —                                   | Товарищеский матч                   |
| 2                                   | 31 марта 2004                       | Босния и Герцеговина                | 1:2                                 | —                                   | Товарищеский матч                   |
| 3                                   | 28 апреля 2004                      | Австрия                             | 1:4                                 | —                                   | Товарищеский матч                   |
| 4                                   | 29 мая 2004                         | Португалия                          | 0:3                                 | —                                   | Товарищеский матч                   |
| 5                                   | 18 августа 2004                     | Словакия                            | 1:3                                 | —                                   | Отборочный турнир ЧМ-2006           |
| 6                                   | 4 сентября 2004                     | Эстония                             | 0:4                                 | —                                   | Отборочный турнир ЧМ-2006           |
| 7                                   | 8 сентября 2004                     | Латвия                              | 3:4                                 | —                                   | Отборочный турнир ЧМ-2006           |
| 8                                   | 9 октября 2004                      | Россия                              | 0:4                                 | —                                   | Отборочный турнир ЧМ-2006           |
| 9                                   | 13 октября 2004                     | Лихтенштейн                         | 0:4                                 | —                                   | Отборочный турнир ЧМ-2006           |
| 10                                  | 17 ноября 2004                      | Португалия                          | 0:5                                 | —                                   | Отборочный турнир ЧМ-2006           |
| 11                                  | 30 марта 2005                       | Латвия                              | 0:4                                 | —                                   | Отборочный турнир ЧМ-2006           |
| 12                                  | 8 июня 2005                         | Словакия                            | 0:4                                 | —                                   | Отборочный турнир ЧМ-2006           |
| 13                                  | 7 сентября 2005                     | Лихтенштейн                         | 0:3                                 | —                                   | Отборочный турнир ЧМ-2006           |
| 14                                  | 8 октября 2005                      | Россия                              | 1:5                                 | —                                   | Отборочный турнир ЧМ-2006           |
| 15                                  | 12 октября 2005                     | Эстония                             | 0:2                                 | —                                   | Отборочный турнир ЧМ-2006           |
| 16                                  | 27 мая 2006                         | Германия                            | 0:7                                 | —                                   | Товарищеский матч                   |
| 17                                  | 3 июня 2006                         | Португалия                          | 0:3                                 | —                                   | Товарищеский матч                   |
| 18                                  | 8 июня 2006                         | Украина                             | 0:3                                 | —                                   | Товарищеский матч                   |
| 19                                  | 16 августа 2006                     | Турция                              | 0:1                                 | —                                   | Товарищеский матч                   |
| 20                                  | 7 октября 2006                      | Словения                            | 0:2                                 | —                                   | Отборочный турнир ЧЕ-2008           |
| 21                                  | 11 октября 2006                     | Болгария                            | 0:1                                 | —                                   | Отборочный турнир ЧЕ-2008           |
| 22                                  | 8 октбяря 2010                      | Беларусь                            | 0:0                                 | —                                   | Отборочный турнир ЧЕ-2012           |
| 23                                  | 12 октбяря 2010                     | Франция                             | 0:2                                 | —                                   | Отборочный турнир ЧЕ-2012           |
| 24                                  | 17 ноября 2010                      | Алжир                               | 0:2                                 | —                                   | Товарищеский матч                   |
| 25                                  | 9 февраля 2011                      | Словакия                            | 2:1                                 | —                                   | Товарищеский матч                   |
| 26                                  | 25 марта 2011                       | Франция                             | 0:2                                 | —                                   | Отборочный турнир ЧЕ-2012           |
| 27                                  | 29 марта 2011                       | Румыния                             | 1:3                                 | —                                   | Отборочный турнир ЧЕ-2012           |
| 28                                  | 3 июня 2011                         | Венгрия                             | 0:1                                 | —                                   | Товарищеский матч                   |
| 29                                  | 7 июня 2011                         | Беларусь                            | 0:2                                 | —                                   | Отборочный турнир ЧЕ-2012           |
| 30                                  | 10 августа 2011                     | Португалия                          | 0:5                                 | —                                   | Товарищеский матч                   |
| 31                                  | 2 сентября 2011                     | Румыния                             | 0:2                                 | —                                   | Отборочный турнир ЧЕ-2012           |
| 32                                  | 6 сентября 2011                     | Албания                             | 2:1                                 | —                                   | Отборочный турнир ЧЕ-2012           |
| 33                                  | 7 октября 2011                      | Босния и Герцеговина                | 0:5                                 | —                                   | Отборочный турнир ЧЕ-2012           |
| 34                                  | 29 февраля 2012                     | Македония                           | 2:1                                 | —                                   | Товарищеский матч                   |
| 35                                  | 2 июня 2012                         | Мальта                              | 2:1                                 | —                                   | Товарищеский матч                   |
| 36                                  | 15 августа 2012                     | Грузия                              | 1:2                                 | —                                   | Товарищеский матч                   |
| 37                                  | 12 октября 2012                     | Израиль                             | 0:6                                 | —                                   | Отборочный турнир ЧМ-2014           |
| 38                                  | 16 октября 2012                     | Израиль                             | 0:3                                 | —                                   | Отборочный турнир ЧМ-2014           |
| 39                                  | 14 ноября 2012                      | Шотландия                           | 1:2                                 | —                                   | Товарищеский матч                   |
| 40                                  | 26 марта 2013                       | Финляндия                           | 0:3                                 | —                                   | Товарищеский матч                   |

Итого: 40 матчей / 0 голов; 3 победы, 2 ничьи, 35 поражений.